# Территориальная организация общества
Территориальная организация общества — взаимообусловленное сочетание и функционирование систем расселения, хозяйства и природопользования, систем информации и жизнеобеспечения, административно-территориального устройства и управления, сложившееся на определённом этапе социально-экономического развития в обществе.
Территориальная организация общества включает:
- размещение населения и отраслей производственной и непроизводственной сферы, природопользование;
- территориальное разделение труда;
- экономическое или национально-этническое районирование;
- территориально-политическую и административно-территориальную организацию государства, края (страны. региона).

Рациональная территориальная организация общества должна обеспечивать эффективность развития всех территориальных образований.
В процессе решения вопросов территориальной организации муниципальных образований не берется в расчёт метод наблюдения, при активном участии в этом процессе местного населения, в свое время сформулированный Ж. Г. Туре.